# Moviment Islàmic Turcman
Moviment Islàmic Turcman fou un partit turcman iraquià dels turcmans xiïtes.
Es va fundar per divisió de la Unió Islàmica Turcman després del 1981, dirigint el grup xeic Mehdi Ibrahim Basherli, Sami Eryan Mohammed Wali, Ali Wahab Berber, Ali Mehdi Nacar i alguns altres. Alguns membres foren més tard arrestats i executats i altres van haver de fugir a l'estranger. Sota la direcció de Sami Aryan va fundar el Front Turcman de l'Iraq el 1995 però després va desaparèixer i ja no consta entre els membres del front el 2001.